# 봉서중학교 (전북)
봉서중학교(鳳西中學校)는 대한민국 전북특별자치도 완주군 봉동읍 둔산리에 있는 공립 중학교이다.

## 학교 연혁
- 2009년 6월 5일 : 봉서중학교 기공식
- 2010년 3월 1일 : 봉서중학교 개교
- 2023년 3월 1일 : 제6대 이종혁 교장 취임
- 2024년 2월 2일 : 제12회 졸업식 (9학급 243명 졸업(총 2,357명))
- 2024년 3월 4일 : 제15회 입학식 (10학급 231명)

## 참고 자료
- 봉서중학교 - 한국교육학술정보원 학교알리미